# الجهاز العربي للاعتماد
الجهاز العربي للاعتماد (ARAC) هو اتحاد هيئات ووحدات الاعتماد في الدول العربية، وقد أنشئ في شباط/فبراير 2008 بقرار وزاري صادر عن المنظمة العربية للتنمية الصناعية والتعدين (AIDMO) في إطار تنفيذ الإستراتيجية العربية للتقييس 2009-2013، وأطلق الجهاز بتاريخ 12 حزيران/يونيه 2011 ليكون مرجعية في إطار التخطيط و التطوير و التنسيق للبنية التحتية للاعتماد في الدول العربية. نال الجهاز في 19 شباط/فبراير 2015 اعتراف المجلس الوزاري الاقتصادي والاجتماعي (عقب الاجتماع الخامس والتسعون) التابع لجامعة الدول العربية باعتباره هيئة داعمة للبنية التحتية والجودة في الدول العربية.

## الهيئات
يضم الجهاز في حاليًا (2019) 18 هيئة اعتماد من الدول العربية. ووفقًا لموقع الجهاز تضم العضوية الحالية 15 عضوا تغطي 17 دولة عربية.
- الأردن
- الإمارات العربية المتحدة
- البحرين
- الجزائر
- السعودية
- السودان
- العراق
- الكويت
- المغرب
- اليمن
- تونس
- سلطنة عمان
- فلسطين
- قطر
- ليبيا
- مصر
- موريتانيا

## الاعتراف الدولي
حصل الجهـاز العربي للاعتماد (ARAC) على الاعتراف الدولي من قبل المنتدى الدولي للاعتماد (IAF) والمنظمة الدولية لاعتماد المختبرات ( ILAC) وذلك خلال اجتماعات اللجان المختصة للمنظمتين الدوليتين في فانكوفر بكندا.